# Édson Ribeiro
Édson Luciano Ribeiro (ur. 8 grudnia 1972 w Bandeirantes, w stanie Parana) – brazylijski lekkoatleta specjalizujący się w krótkich biegach sprinterskich, trzykrotny uczestnik letnich igrzysk olimpijskich (Atlanta 1996, Sydney 2000), Ateny 2004), dwukrotny medalista olimpijski: srebrny z 2000 oraz brązowy z 1996 (oba w biegach sztafetowych 4 × 100 metrów).

## Sukcesy sportowe
- mistrz Brazylii w biegu na 100 metrów – 2003[1]

| Rok  | Miasto        | Zawody                          | Konkurencja                      | Wynik                       |
| ---- | ------------- | ------------------------------- | -------------------------------- | --------------------------- |
| 1995 | Manaus        | Mistrzostwa Ameryki Południowej | bieg na 100 m                    | srebrny medal               |
| 1995 | Göteborg      | Mistrzostwa świata              | sztafeta 4 × 100 m               | 6. miejsce                  |
| 1996 | Atlanta       | Igrzyska olimpijskie            | sztafeta 4 × 100 m               | brązowy medal               |
| 1997 | Ateny         | Mistrzostwa świata              | sztafeta 4 × 100                 | 6. miejsce                  |
| 1998 | Lizbona       | Mistrzostwa ibero-amerykańskie  | bieg na 100 m bieg na 200 m      | srebrny medal brązowy medal |
| 1999 | Bogota        | Mistrzostwa Ameryki Południowej | bieg na 200 m                    | złoty medal                 |
| 1999 | Winnipeg      | Igrzyska panamerykańskie        | sztafeta 4 × 100 m               | złoty medal                 |
| 1999 | Sewilla       | Mistrzostwa świata              | sztafeta 4 × 100                 | brązowy medal               |
| 2000 | Sydney        | Igrzyska olimpijskie            | sztafeta 4 × 100 m               | srebrny medal               |
| 2002 | Gwatemala     | Mistrzostwa ibero-amerykańskie  | bieg na 100 m                    | brązowy medal               |
| 2003 | Barquisimeto  | Mistrzostwa Ameryki Południowej | bieg na 100 m                    | złoty medal                 |
| 2003 | Santo Domingo | Igrzyska panamerykańskie        | sztafeta 4 × 100 m bieg na 100 m | złoty medal 4. miejsce      |
| 2003 | Paryż         | Mistrzostwa świata              | sztafeta 4 × 100 m               | srebrny medal               |
| 2004 | Ateny         | Igrzyska olimpijskie            | sztafeta 4 × 100 m               | 8. miejsce                  |

## Rekordy życiowe
- bieg na 100 metrów – 10,14 – Lizbona 17/07/1998
- bieg na 200 metrów – 20,58 – Lizbona 18/07/1998